# 온양여자중학교
온양여자중학교(溫陽女子中學校)는 대한민국 충청남도 아산시 풍기동에 있는 공립 중학교이다.

## 학교 연혁
- 1956년 2월 28일 : 온양여자중학교 설립인가
- 1956년 4월 1일 : 온양여자중학교 개교(온양중에서 2,3학년 4학급 분리)
- 2024년 9월 1일 : 제26대 황광수 교장 취임
- 2025년 1월 9일 : 제69회 졸업식(310명) (총 졸업생 수 25,777명)
- 2025년 3월 4일 : 2025학년도 제72회 입학식 (221명)

## 참고 자료
- 온양여자중학교 - 한국교육학술정보원 학교알리미